# Manalmedu
Manalmedu es una ciudad y nagar Panchayat situada en el distrito de Mayiladuthurai en el estado de Tamil Nadu (India). Su población es de 9017 habitantes (2011). Se encuentra a 83 km de thanjavur.

## Demografía
Según el censo de 2011 la población de Manalmedu era de 9017 habitantes, de los cuales 4558 eran hombres y 4459 eran mujeres. Manalmedu tiene una tasa media de alfabetización del 82,72%, superior a la media estatal del 80,09%: la alfabetización masculina es del 88,38%, y la alfabetización femenina del 76,93%.